# 알마 로사 아기레
알마 로사 아기레(Alma Rosa Aguirre, 1929년 2월 19일~ 2025년 1월 27일)는 멕시코의 전직 배우, 영화배우이다.